# Radio Brocken
Radio Brocken ist ein privater Radiosender in Sachsen-Anhalt. Hauptgesellschafter ist mit etwa 50 Prozent die RTL Group. Radio Brocken hatte seinen Sitz bis Januar 2008 in Halle (Saale) in der ehemaligen Kantine der Feinmechanischen Werke (Fe-Ha). Nun sitzt Radio Brocken zusammen mit seinem Schwestersender 89.0 RTL direkt am Halleschen Markt im Stadtcenter Rolltreppe. Der Sender erreicht rund 571.000 Hörer pro Tag. Programmdirektorin von Radio Brocken ist seit Mai 2015 Tina Wilhelm.
Radio Brocken sendet seit 1992 ein Infotainment-Programm in Sachsen-Anhalt. Musikalisch bietet der Sender vorrangig Titel aus den 1980ern sowie Hits aus den 1990er, 2000er und den aktuellen Charts. Ergänzt wird das Programm durch regionale Nachrichten, Verkehrsmeldungen und Wetter.
Der Sender hat in seiner Geschichte mehrere Relaunchs durchlebt. Zum Sendestart 1992 firmierte der Sender als Radio Brocken, wurde 1998 umbenannt in Hitradio Antenne Sachsen-Anhalt, danach erfolgte im August 2001 eine erneute Umbenennung in Hitradio Brocken und letztlich 2003 die Rückbenennung in Radio Brocken.

## Zielgruppe
Zielgruppe des Programms ist die Altersgruppe der 40-59-Jährigen bzw. die Familien in Sachsen-Anhalt. Seit seinem Bestehen hat die Zielgruppe dieses Formatradios mehrmals gewechselt, jedoch ist seit 2003 in dieser Hinsicht Kontinuität eingetreten.

## Sendeschema
Montag bis Freitag
- 05 bis 10 Uhr: Die Radio Brocken Morgenshow - Unser Team für Sachsen-Anhalt! mit Tilo Liebsch und Amrei Gericke
- 10 bis 14 Uhr: Radio Brocken von Zehn bis Zwei mit Jörn Bastian
- 14 bis 19 Uhr: Der neue Nachmittag bei Radio Brocken mit Lucie Militzer und Jannes Buntenkötter
- 19 bis 23 Uhr: Radio Brocken am Abend mit Sven Distel
- 23 bis 05 Uhr: Radio Brocken in der Nacht

Samstag
- 06 bis 12 Uhr: Radio Brocken Guten Morgen mit Volker Bear
- 12 bis 18 Uhr: Im Garten, auf dem Balkon oder beim Ausflug
- 18 bis 02 Uhr: Radio Brocken - Die 80er Party

Sonntag
- 06 bis 09 Uhr: Radio Brocken am Wochenende
- 09 bis 18 Uhr: Radio Brocken Gute-Laune Sonntag mit Marc Angerstein
- 18 bis 22 Uhr: Radio Brocken am Wochenende
- 22 bis 05 Uhr: Radio Brocken in der Nacht

Die Radio Brocken Hörspielnacht
- Sonntag 23 bis 01 Uhr
- Dienstag 01 bis 03 Uhr
- Mittwoch 01 bis 03 Uhr

Die Radio Brocken Podcast-Nacht
- donnerstags ab 22 Uhr
- sonntags ab 22 Uhr

## Moderatoren
Die Moderatoren des Senders sind:
- Amrei Gericke
- Tilo Liebsch
- Marc Angerstein
- Jörn Bastian
- Sven Distel
- Volker Baer
- Jannes Buntenkötter
- Lucie Militzer

## Sachsen-Anhalt Reporter
Ein wiederkehrendes Element des Senders ist der sogenannte „Radio Brocken Sachsen-Anhalt Reporter“. Der Reporter ist Teil der Radio Brocken Nachrichten, des Programms sowie einer eigenen Rubrik am Nachmittag und Abend des Senders. Hier werden tagesaktuelle Sachsen-Anhalt-Themen über die normalen Nachrichtenblöcke hinaus besprochen.
Am 21. Juni 2019 erhielt Radio Brocken im Rahmen des Rundfunkpreises Mitteldeutschland den Länderpreis Sachsen-Anhalt für seine Radio Brocken Sachsen-Anhalt-Reporter.

## Empfang
Das 24-Stunden-Vollprogramm wird in Sachsen-Anhalt landesweit über UKW verbreitet. Empfangen werden kann der Sender sowie seine zahlreichen Webradio-Angebote auch über das Internet (Live-Stream und Substreams). Außerdem sendet Radio Brocken seit Juli 2004 landesweit auf DAB Kanal 11C. Per Smart Speaker und Apple CarPlay ist der Empfang ebenfalls möglich.

Analoge UKW-Frequenzen:
- Osterburg 101,0 MHz
- Magdeburg 105,7 MHz
- Wernigerode 105,4 MHz
- Blankenburg 99,9 MHz
- Dessau 90,6 MHz
- Wittenberg 102,3 MHz
- Halle 93,5 MHz
- Eisleben 93,7 MHz
- Sangerhausen 107,1 MHz
- Naumburg 98,8 MHz
- Zeitz 99,1 MHz

Digitaler DAB+ Kanal: 11C

Webstreams:
- Radio Brocken 80er
- Radio Brocken 90er
- Radio Brocken Ü30-Partymix
- Radio Brocken Osthits
- Radio Brocken Weihnachtsradio
- Radio Brocken Relax
- Radio Brocken Lovesongs
- Radio Brocken Fetenhits
- Radio Brocken Chart-Hits
- Radio Brocken Kinderzeit
- Radio Brocken Stars for Free
- Radio Brocken Sommerhits

## Hörerzahlen
| Jahr | Gesamt  | Sachsen-Anhalt | Marktanteil Sachs.-Anh. | Marktanteil Sachs.-Anh. |
| ---- | ------- | -------------- | ----------------------- | ----------------------- |
| 2020 | 92.000  | 76.000         | k. A.                   |                         |
| 2019 | 100.000 | 81.000         | k. A.                   |                         |
| 2018 | 109.000 | 95.000         | k. A.                   |                         |
| 2017 | 111.000 | 103.000        | k. A.                   |                         |
| 2016 | 112.000 | 101.000        | k. A.                   |                         |
| 2015 | 149.000 | 130.000        | k. A.                   |                         |
| 2014 | 131.000 | 118.000        | k. A.                   |                         |
| 2013 | 159.000 | 147.000        | k. A.                   |                         |
| 2012 | 179.000 | 163.000        | k. A.                   |                         |
| 2011 | 151.000 | 133.000        | k. A.                   |                         |
| 2010 | 132.000 | 114.000        | k. A.                   |                         |
| 2009 | 131.000 | 113.000        | k. A.                   |                         |
| 2008 | 143.000 | 124.000        | 17,8 %                  |                         |
| 2007 | 136.000 | 117.000        | k. A.                   |                         |
| 2006 | 125.000 | 102.000        | k. A.                   |                         |
| 2005 | 132.000 | 102.000        | k. A.                   |                         |
| 2004 | 111.000 | 90.000         | k. A.                   |                         |
| 2003 | 95.000  | 78.000         | k. A.                   |                         |

Basis: Durchschnittsstunde, Mo-Sa, 6:00-18:00 Uhr

Quelle: MA 2003/Radio II, MA 2004/Radio II, MA 2005/Radio II, MA 2006/Radio II, MA 2007/Radio II, MA 2008/Radio I, MA 2008/Radio II, MA 2009/Radio I, MA 2010/Radio I, MA 2011/Radio II, MA 2012/Radio II, MA 2013/Radio II, MA 2014/Radio II, MA 2015/Radio II, MA 2016/Radio II, MA 2017/Radio II, MA 2018/Radio II, MA 2019/Audio II, MA 2020/Audio II